# Mantur, Raybag
Mantur là một làng thuộc tehsil Raybag, huyện Belgaum, bang Karnataka, Ấn Độ.